# Racław
Racław (Duits: Ratzdorf) is een dorp in de Poolse woiwodschap Lubusz. De plaats maakt deel uit van de gemeente Bogdaniec en telt 310 inwoners.